# Susana Clement
Susana Aylen Clement Quezada (née le 18 août 1989 à Diez de Octubre, La Havane) est une athlète cubaine, spécialiste du 400 m.
Elle est finaliste du relais 4 x 400 m lors des Jeux olympiques de 2008.